# Sender Bodenheim
Der Sender Bodenheim ist eine Sendeanlage des Südwestrundfunks (ehemals des Südwestfunks) zur Ausstrahlung von Hörfunksignalen. Er befindet sich auf der Gemarkung der Gemeinde Nackenheim südöstlich von Bodenheim. Als Antennenträger kommt ein freistehender Betonturm zum Einsatz.
Der Sender versorgt neben der Ortschaft Bodenheim auch einige südliche Stadtteile von Mainz, wie zum Beispiel Laubenheim, Hechtsheim und Weisenau.

## Frequenzen und Programme

### Analoger Hörfunk (UKW)
| Frequenz (MHz) | Programm | RDS PS   | RDS PI | Regionalisierung | ERP (kW) | Antennendiagramm rund (ND) / gerichtet (D) | Polarisation horizontal (H) / vertikal (V) |
| -------------- | -------- | -------- | ------ | ---------------- | -------- | ------------------------------------------ | ------------------------------------------ |
| 97,1           | 97eins   | _97eins_ | 10AB   | –                | 0,1      | D (250–310°)                               | H                                          |

### Analoges Fernsehen (PAL)
Vor der Umstellung auf DVB-T diente der Sendestandort weiterhin für analoges Fernsehen. Fernsehen für die Rheinebene kommt seit Mitte der 2000er Jahre digital vom Großen Feldberg im Taunus (siehe: Sendeanlagen auf dem Großen Feldberg und DVB-T Rhein-Main).
| Kanal | Frequenz (MHz) | Programm                      | ERP (kW) | Sendediagramm rund (ND)/ gerichtet (D) | Polarisation horizontal (H)/ vertikal (V) |
| ----- | -------------- | ----------------------------- | -------- | -------------------------------------- | ----------------------------------------- |
| 32    | 559,25         | Das Erste (SWR)               | 0,064    | D                                      | V                                         |
| 55    | 743,25         | SWR Fernsehen Rheinland-Pfalz | 0,063    | D                                      | V                                         |